# Schloss Ebenau

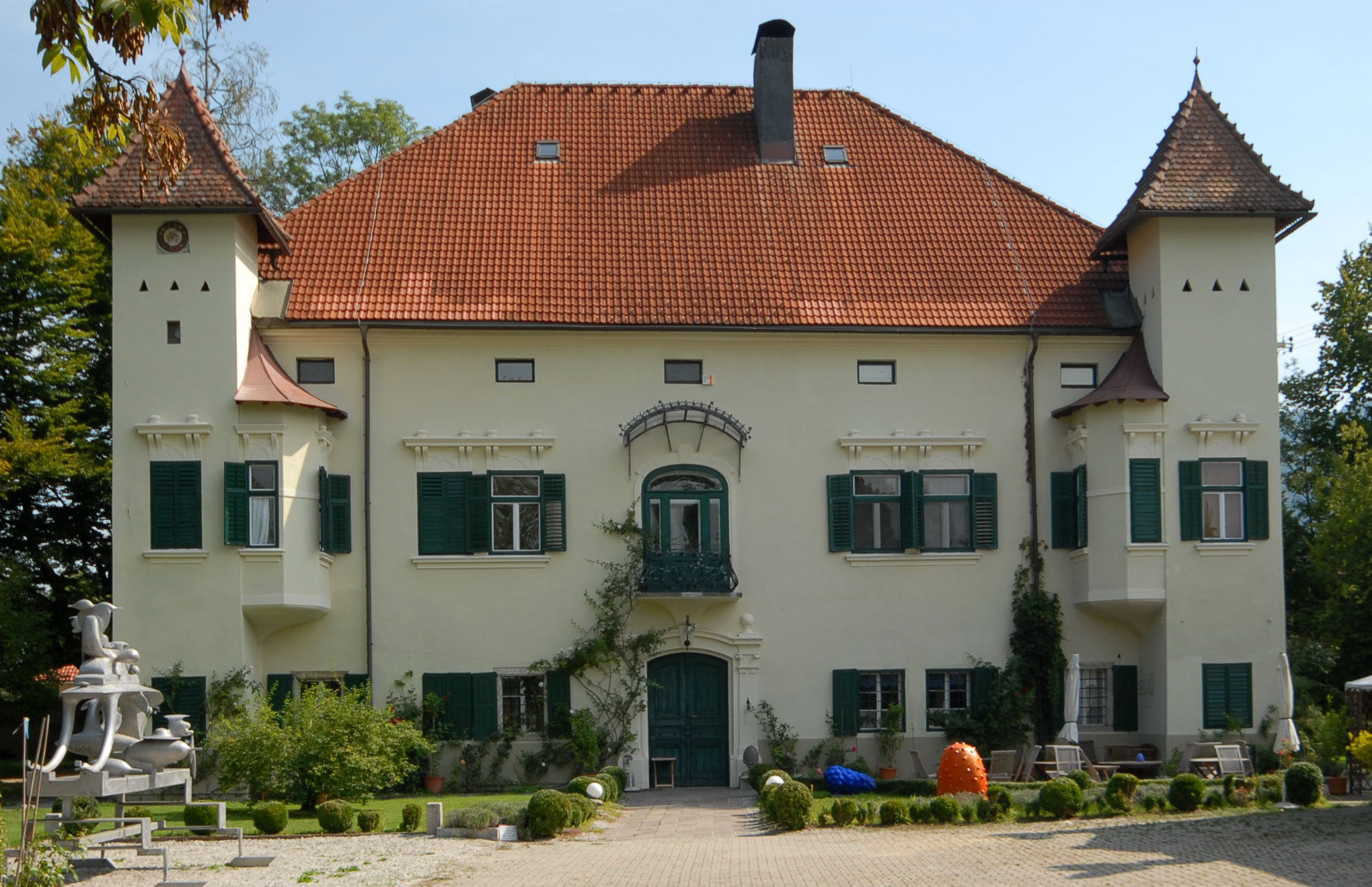
Schloss Ebenau (2006)

Schloss Ebenau steht am südlichen Ortsrand von Weizelsdorf in der Marktgemeinde Feistritz im Rosental in Kärnten. 

## Geschichte
Das Anwesen Ebenau gehörte anfangs zur Herrschaft Hollenburg. 1200 kam es erstmals zum Stift Viktring. 1530 erwarb die Familie Dietrichstein zu Hollenburg das Anwesen und errichtete im späten 16. Jahrhundert das Renaissanceschloss Ebenau. Bereits 1604 ging das Schloss in bürgerlichen Besitz über und 1670 wurde es wieder vom Stift Viktring gekauft. Die Zisterzienser betrieben hier eine Meierei, die später verpachtet wurde. Das Herrenhaus diente dem Abt im 18. Jahrhundert als Sommersitz. Nach der Aufhebung des Stiftes kam es zu mehrmaligen Besitzerwechseln. Ende des 19. Jahrhunderts gestaltete die Familie Farlatti-Jesernigg das Gebäude innen und außen späthistoristisch um. 1996 kaufte die Familie Walker das Schloss und adaptierte es für eine Kunstgalerie.

## Baubeschreibung
Das Schloss, ein herrenhausartiges Renaissancegebäude, ist ein zweigeschoßiger Bau mit zusätzlichem Mezzaningeschoß und rechteckigem, dreiteiligem Grundriss unter einem Walmdach. Die beiden kleinen Ecktürmchen an der Westfassade wurden um 1900 um kleine Viertelkreiserker erweitert. Aus dieser Zeit stammt auch die secessionistische Fassade und der Balkon über dem Westeingang.
Die Gewölberäume im Keller und im Erdgeschoß stammen aus dem 16. Jahrhundert. Im herrschaftlichen Obergeschoß hat sich eine Holzbalkendecke des 16. Jahrhunderts erhalten, in anderen Räumen Malereireste des 18. bzw. 19. Jahrhunderts.